# 3e régiment de grenadiers à pied de la Garde impériale
Pour l'unité du Second Empire, voir Grenadiers de la Garde impériale (Second Empire).
Pour les articles homonymes, voir 3e régiment.

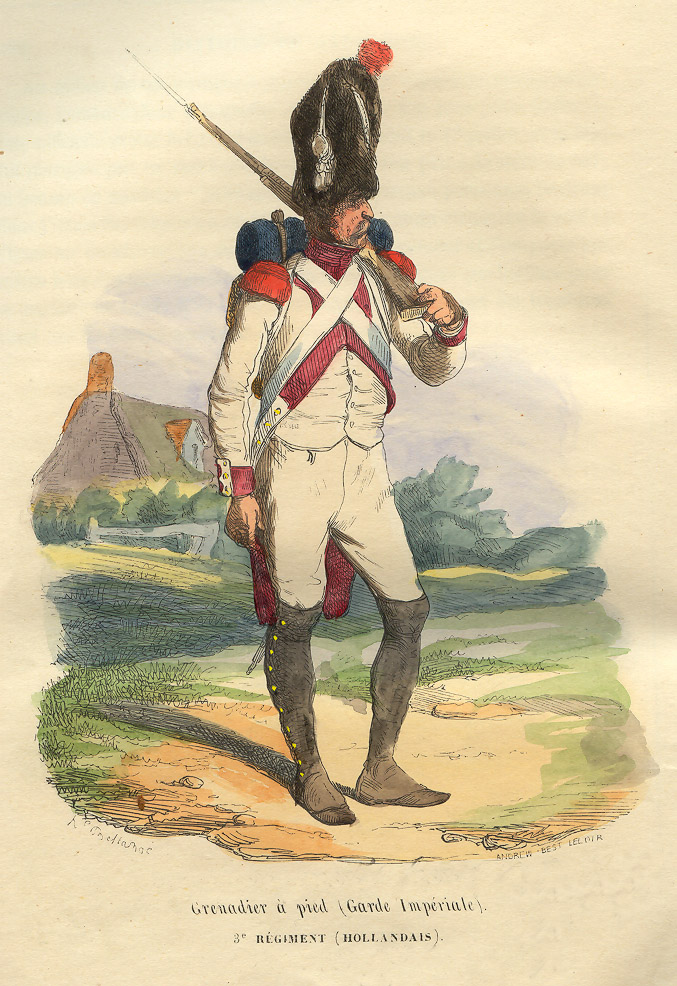
Grenadier hollandais du 3e régiment de la Garde impériale, par Hippolyte Bellangé.

Le 3e régiment de grenadiers à pied de la Garde impériale est une unité d'élite de l’armée française sous le premier Empire Il fait partie de la Garde impériale.

## Premier Empire

### Création et différentes dénominations
- 1810 : 2e régiment de grenadiers à pied de la Garde impériale formé à partir du régiment de grenadiers de la garde royale hollandaise
- 1811 : renommé 3e régiment de grenadiers-à-pied de la Garde impériale.
- 1813 : dissous.
- 1815 : reformé en tant que 3e régiment de grenadiers à pied de la Garde impériale.

### Chefs de corps
- 1811 : Ralph Dundas Tindal
- 1815 : Paul Jean-Baptiste Poret de Morvan
- 1815 : Louis Harlet

### Historique
Le 2e bataillon du 3e Régiment de Grenadiers-à-Pied est susceptible d'être le « Dernier Carré », lors de la bataille de Waterloo.

### Batailles
- 1812 : Batailles de Krasnoé, Vilnius et Kowno
- 1815 : Batailles de Ligny et Waterloo

## Second Empire

### Batailles
1859
- Campagne d'Italie
  - Bataille de Magenta

### Personnalités
- Joseph Arthur Dufaure du Bessol alors capitaine

## Sources
- Les armées durant les guerres napoléoniennes (en anglais)